# Kosmologiska principen
Kosmologiska principer är arbetshypoteser, när astrofysiker skapar kosmologiska modeller. Dess verkan kan vara mer eller mindre omfattande, men fler än tre grader av utökad stränghet har sällan åberopats. 

## Den kosmologiska principen
Den kosmologiska principen tar sin utgångspunkt i att observatörer på jorden inte intar någon begränsad, ovanlig eller privilegierad plats inom universum som helhet, i sin roll som observatörer av de fysikaliska fenomen som framkallas av enhetliga och universella lagar. Principen säger att universum är homogent och isotropt på stor skala. Det vill säga att det ser ungefär likadant ut, oavsett var man än befinner sig och vart man än tittar. Med andra ord är till exempel förekomsten av stjärnor inte något unikt för Vintergatan.
Homogeniteten och isotropin är principens två strukturella konsekvenser som kan prövas. Homogenitet betyder att samma observationella belägg står till buds för observatörer på olika platser i universum. Isotropi betyder att samma observationella belägg finns att se i godtycklig riktning i universum. Egenskaperna är tydliga men nära besläktade, eftersom ett universum som förefaller isotropt från vilket som helst av två (tre för sfärisk geometri) lägen måste även vara homogent.

## Den perfekta kosmologiska principen
Den kosmologiska principen godtar att universum förändrar sina stora drag i tiden men inte i rummet. Den perfekta kosmologiska principen är en utvidgning som inte tillåter storskalig förändring heller i tid. Med detta synsätt ser universum likadant ut överallt i stor skala som det alltid har gjort och alltid kommer att göra. Denna princip ligger till grund för steady state-teorin och kaotiska inflationsteorin.

## Ytterligare avgränsningar
Annan alternativ fysikalisk kosmologi har, i ambitionen att utgå från grundprinciper (engelska "first principles"), lagt till ytterligare krav. Vid gängse användning av Fridmans ekvationer noterar man att FLRW-metriken arbetar med en absolut tid. Tiden behandlas med andra ord inte på samma sätt som rumskoordinaterna av skalfaktorn.

## Observationellt stöd
NASA initierade projekten med satelliterna COBE (1989) och WMAP (2003) för att utföra mätningar på den kosmiska bakgrundsstrålningen, CMB. COBE-satellitens mätningar visade att CMB är isotrop i förhållandet ett på 105. För genomförandet belönades projektledarna John C. Mather och George F. Smoot med Nobelpriset i fysik år 2006.